# Pavlovce nad Uhom
Pavlovce nad Uhom (Hongaars: Ortó) is een Slowaakse gemeente in de regio Košice, en maakt deel uit van het district Michalovce.
Pavlovce nad Uhom telt 4.439 inwoners.

## Geboren
- Endre Hadik-Barkóczy (1862-1931), Hongaars politicus